# Lasiolepturges
Lasiolepturges es un género de escarabajos longicornios de la tribu Acanthocinini.

## Especies
- Lasiolepturges similis Schmid, 2017
- Lasiolepturges zikani Melzer, 1928